# Egenartade efternamn
Egenartade efternamn är de efternamn som har ett utökat skydd i Namnlagen (§ 20-23). Ett efternamn anses som egenartat, om det är "ägnat att utmärka tillhörigheten till en viss släkt".
Om någon bär ett egenartat efternamn, får ett namn som lätt kan förväxlas med detta inte användas av någon annan om personen i fråga inte enligt lag kan åberopa rätt till namnet eller om släkten "av ålder eller annars enligt ortens sed" har burit det som tillnamn.
Ingen får heller använda namnet (eller ett annat kännetecken som lätt kan förväxlas med namnet) i näringsverksamhet - om det är till nackdel för den som bär ett egenartat efternamn. Är bäraren av ett egenartat efternamn känd kan det också anses vara till nackdel om någon använder ett varumärke som innehåller eller består av efternamnet och användningen avser just sådana tjänster som namnbäraren är känd för. Nackdel innebär åtminstone så mycket att den obehöriga användningen medförde olägenhet av någon praktisk betydelse. Att namnbäraren vill vara ensam om namnet är inte tillräckligt.
Exakt vad som krävs för att ett namn ska uppfylla kriteriet olägenhet är ännu inte utmejslat i praxis. Skyddet för egenartade efternamn begränsar sig inte till identiska namn, utan eventuella varumärket får inte vara lätt förväxlingsbara med efternamnet. Högsta domstolen har t.ex. bedömt att Gullmarsstrand är lätt förväxlingsbart med Gullmarstrand och att Vänerskog är lätt förväxlingsbart med Wänerskog.
Om ett namn är egenartat eller inte kan inte avgöras enbart utifrån antalet bärare, patentbesvärsrätten har bl.a. bedömt att ett efternamn med 71 bärare inte var att betrakta som egenartat. Ett efternamn med ett stort antal bärare kan också vara egenartat. Även i de fall namnet ger "association till endast ett begränsat antal släkter och därigenom varje gång det förekommer väcker föreställningen om en viss släkttillhörighet" är namnet att bedöma som egenartat.